# Бальса, Марсель
Марсе́ль Бальса́ (фр. Marcel Balsa; 1 января 1909, Сен-Фрион — 11 августа 1984, Валь-де-Марн) — французский автогонщик-любитель. Карьеру начал в конце 1940-х годов, участвуя в гонках национального уровня на различных спортивных автомобилях. Единственный раз принял участие в зачетной гонке чемпионата Формулы-1 в Германии в 1952 году, прошёл лишь пять кругов, после чего сошёл. Лучшими достижениями его карьеры можно считать две победы в Кубке Осени (фр. Coupe d'Automne) 1952-53 годов и победу в Кубке Весны (фр. Coupe de Printemps) 1953 года.

## Биография

### Любительские выступления
Родившийся в маленькой коммуне в центре Франции, участие в гоночных соревнованиях Бальса начал с мотоциклов в 30-х годах, но успеха не добился и решил попробовать себя в гонках автомобилей. В то время многие европейские гонщики выступали на высшем уровне автоспортивных соревнований, используя для этого старые гоночные автомобили, бывшие конкурентоспособными в прошлые годы. Не стал исключением и Бальса — в 1935 году у своего соотечественника Робера Казо он приобрел Bugatti Type 51, переделанный из T35. На этом изготовленном в 1927 году автомобиле было, в частности, завоевано пятое место в Гран-при Ле-Мана. Бальса, как и его предшественник, стал использовать его на различных соревнованиях национального уровня, в основном в гонках по подъему на холм. Из успехов на этом поприще можно отметить, в частности, победу в гонке Cote Lapize по подъему на холм в Монлери. На этом же автомобиле Марсель принял участие в самых первых послевоенных соревнованиях класса Гран-при, где оказался вполне неплох — в кубке Военнопленных в Париже он занял пятое место, а в Кубке освобождения финишировал, но не был классифицирован. Кроме того, он с переменным успехом также в различных соревнованиях национального уровня, где изредка финишировал на призовых позициях — так, в квалификации перед вторым предварительным заездом Гран-при Марселя он завоевал поул, а в самом заезде стал четвёртым. К этому моменту уже было ясно, что «Бугатти» окончательно перешёл в категорию гоночных раритетов, так что это выступление стало последним для этой машины в руках Бальсы.
В то же самое время в руках Марселя имелась и другая гоночная машина — Talbot 150 с серийным номером 82932. Сменившая к тому моменту множество владельцев, она также была раритетом — так что приняв на ней участие в Гран-при Ниццы, француз продал её соотечественнику Анри Марину. Интересно, что гоняться на ней Марин тоже не стал — приняв участие в паре гонок, он решил, что это занятие не для него, и вместо этого занялся доработкой машины с целью сделать её хотя бы немного быстрее — просто потому что текущий уровень машины вообще ни на что не позволял рассчитывать. Изготовив новый корпус и расточив двигатель с 3 до 4,5 литров, он стал выставлять её (получившую новый индекс 90101) на гонки, пригласив в качестве гонщика Бальсу. К сожалению, недостаток финансов и общий слабый технический уровень не позволил этому мероприятию выразиться в каких-либо конкретных результатах.
Как и многие из подобных соревнований, Гран-при Кадура состояло из двух предварительных заездов, в которых отбиралось по четыре лучших гонщика. Те из пилотов, кто не попал в отбор, участвовали в коротком утешительном заезде, по результатам которого в финал выходило ещё трое. В своем предварительном заезде Бальсе в соперники достались, помимо прочих, Шелл, де Граффенрид и Жиро-Кабанту — сами по себе весьма неплохие гонщики, так что задача выхода в финал оказалась весьма непростой. На финише в ряды этих пилотов вмешался ещё и Альберто Креспо, так что Марсель оказался за бортом отбора — однако будучи быстрейшим из проигравших, попал в утешительный заезд. Там единственным достойным соперником оказался британец Тони Гейз, и место в финале было без проблем получено. В финале, стартовав с предпоследнего места, он успешно избежал схода и финишировал шестым.
Всего через неделю после Кадура, 21 сентября 1952 года Марсель одержал, наконец, свою первую победу — в Кубке Осени (фр. Coupe d'Automne. Ещё через полгода, в мае 1953 он выиграл Кубок Весны (фр. Coupe de Printemps), а осенью того же года вновь выиграл Кубок Осени. Правда, следует сказать что эта череда побед была обусловлена не его талантами, а общим слабым уровнем соревнующихся.

### Формула-1
За год до описанных событий Марсель единственный раз принял участие в зачетной гонке чемпионата мира Формулы-1. Как и для многих других пилотов, для Бальсы это стало возможно после перевода Формулы-1 на технический регламент Формулы-2. Интересно, что для разового старта была выбрана одна из самых сложных трасс чемпионата — немецкий Нюрбургринг, а самому гонщику при этом было уже за пятьдесят. Стартовав с 25-го места, Марсель в отличие от многих других пилотов смог избежать стартовой неразберихи. В дальнейшем он продержался в гонке дольше прочих частных пилотов, и сошёл одним из последних, лишь на шестом круге — при этом всего кругов в гонке было только 18.

### Окончание карьеры
В дальнейшем Бальса продолжил изредка участвовать в гонках спортивных автомобилей, заработав несколько вторых и третьих мест в 1954 и 1955 годах. течением времени выступления становились все более редкими, а результаты — все хуже. Наконец, после 1964 года его фамилия исчезла из гоночных протоколов. Умер Марсель Бальса в августе 1984 года.

## Результаты в Формуле-1
| Легенда к таблице |                                                                    |
| --- | ------------------------------------------------------------------ |
| В таблице перечислены результаты всех Гран-при Формулы-1, в которых принимал участие гонщик. Строками таблицы являются сезоны, столбцами — этапы чемпионата мира. В каждой клетке указаны сокращённое название этапа и результат, дополнительно обозначенный цветом. Расшифровка обозначений и цветов представлена в нижеследующей таблице. |                                                                    |
| \| Пример \| Описание \| \| ------------ \| ------------------------------------------------------------------ \| \| 1 \| Победитель \| \| 2 \| Второе место \| \| 3 \| Третье место \| \| 5 \| Финишировал, заработав очки \| \| Сход \| Не финишировал, но при этом заработал очки \| \| 12 \| Финишировал, не получив очков \| \| НКЛ \| Финишировал, но не попал в финальную классификацию \| \| 15 \| Участвовал вне зачёта, либо по отдельной классификации \| \| 18 \| Не финишировал, но попал в финальную классификацию \| \| Сход \| Не финишировал \| \| НКВ \| Не прошёл квалификацию \| \| НПКВ \| Не прошёл предквалификацию \| \| ДСК \| Дисквалифицирован \| \| ИСК \| Исключён из протокола соревнований \| \| ТТ \| Заявлен для участия только в тренировках \| \| НС \| Участвовал в квалификации, но не стартовал в гонке \| \| Т \| Травмирован или болен \| \| ОТК \| Отказ от участия \| \| НТР \| Прибыл на соревнования, но на трассу не выезжал \| \| НПР \| Был заявлен в числе участников, но не прибыл к началу соревнований \| \| О \| Соревнования отменены \| \| \| Не участвовал \| \| Поул-позиция \| \| \| Быстрый круг \| \| |                                                                    |
| Пример | Описание                                                           |
| 1 | Победитель                                                         |
| 2 | Второе место                                                       |
| 3 | Третье место                                                       |
| 5 | Финишировал, заработав очки                                        |
| Сход | Не финишировал, но при этом заработал очки                         |
| 12 | Финишировал, не получив очков                                      |
| НКЛ | Финишировал, но не попал в финальную классификацию                 |
| 15 | Участвовал вне зачёта, либо по отдельной классификации             |
| 18 | Не финишировал, но попал в финальную классификацию                 |
| Сход | Не финишировал                                                     |
| НКВ | Не прошёл квалификацию                                             |
| НПКВ | Не прошёл предквалификацию                                         |
| ДСК | Дисквалифицирован                                                  |
| ИСК | Исключён из протокола соревнований                                 |
| ТТ | Заявлен для участия только в тренировках                           |
| НС | Участвовал в квалификации, но не стартовал в гонке                 |
| Т | Травмирован или болен                                              |
| ОТК | Отказ от участия                                                   |
| НТР | Прибыл на соревнования, но на трассу не выезжал                    |
| НПР | Был заявлен в числе участников, но не прибыл к началу соревнований |
| О | Соревнования отменены                                              |
| | Не участвовал                                                      |
| Поул-позиция |                                                                    |
| Быстрый круг |                                                                    |

| Сезон | Команда        | Шасси              | Двигатель      | Ш | 1   | 2   | 3   | 4   | 5   | 6        | 7   | 8   | Место | Очки |
| ----- | -------------- | ------------------ | -------------- | - | --- | --- | --- | --- | --- | -------- | --- | --- | ----- | ---- |
| 1952  | Частная заявка | Balsa BMW Eigenbau | BMW 328 2,0 L6 | Е | ШВА | 500 | БЕЛ | ФРА | ВЕЛ | ГЕР Сход | НИД | ИТА | —     | 0    |